# Gran Premio d'Italia 1987
Il Gran Premio d'Italia 1987 è stato il 447º Gran Premio di Formula 1 della storia, corso il 6 settembre 1987 all'Autodromo nazionale di Monza. Fu l'undicesima gara del Campionato Mondiale di Formula 1 1987.

## Riassunto della gara

### Pre-gara
Il Gran Premio d'Italia vide il debutto della nuova scuderia Coloni, con il pilota Nicola Larini. Inoltre, la Osella schierò l'esordiente svizzero Franco Forini come secondo pilota, ad affiancare Alex Caffi.
La Honda annunciò di non voler più motorizzare le monoposto Williams dal 1988: l'azienda giapponese rese noto poi di avere firmato un contratto per motorizzare le rivali McLaren.

### La corsa

La festa del podio a fine gara, con Senna, Piquet e Mansell a salutare la folla

La prima fila fu tutta Williams: Nelson Piquet conquistò la pole position davanti al compagno Nigel Mansell e al ferrarista Gerhard Berger, fra le prime posizioni per il terzo Gran Premio consecutivo. Ayrton Senna si dovette accontentare della quarta posizione con la sua Lotus, davanti a Thierry Boutsen, Alain Prost, Michele Alboreto e Teo Fabi.
Alla partenza Mansell ebbe lo scatto migliore ma poco dopo sbagliò a cambiare marcia, lasciando a Piquet la leadership. Più dietro, Senna sbagliò la partenza, girando sesto alla prima curva dietro, in ordine di posizione, a Berger, Boutsen e Prost. Al secondo giro Berger e Mansell cominciarono un duello che si concluse in un lieve contatto, che fece però guadagnare la seconda posizione a Boutsen e retrocedere in quarta il britannico. L'ordine rimase invariato fino al 17º giro, quando Mansell passò prima la Ferrari dell'austriaco e poi la Benetton del belga, riprendendosi la seconda piazza.
I cambi gomme di metà gara rimescolarono le carte, con Senna in testa; questo lasciò presagire una gara simile a Monaco o Detroit, col dominio del brasiliano, in quanto tutte le vetture in gara avevano optato per una strategia con un solo pit-stop. Le due Williams erano seconda e terza, rispettivamente con Piquet e Mansell, davanti a Boutsen e Berger.
Senna dominò fino al 43º giro, quando, durante l'azione di doppiaggio della Ligier di Piercarlo Ghinzani, uscì di pista alla curva Parabolica: quando riuscì a riprendere l'asfalto, Piquet era passato in prima posizione. Senna tentò di recuperare la testa della corsa, ma ben presto soffrì di un calo di prestazioni degli pneumatici e alla fine il connazionale della Williams poté vincere agevolmente con 2 secondi di vantaggio; tagliato il traguardo, Senna rimase poco più avanti senza carburante e ritornò ai box grazie al compagno Satoru Nakajima che gli diede un passaggio.
Il gradino più basso del podio venne occupato da Mansell, che chiuse davanti a Berger, a Boutsen e alla McLaren di Stefan Johansson.

## Qualifiche
| Pos                     | No | Pilota             | Costruttore              | Q1       | Q2          | Distacco |
| ----------------------- | -- | ------------------ | ------------------------ | -------- | ----------- | -------- |
| 1                       | 6  | Nelson Piquet      | Williams - Honda         | 1.24:617 | 1'23"460    |          |
| 2                       | 5  | Nigel Mansell      | Williams - Honda         | 1.24:350 | 1'23"559    | +0"099   |
| 3                       | 28 | Gerhard Berger     | Ferrari                  | 1.25:211 | 1'23"933    | +0"473   |
| 4                       | 11 | Ayrton Senna       | Lotus - Honda            | 1.25:535 | 1'24"907    | +1"447   |
| 5                       | 1  | Alain Prost        | McLaren - TAG Porsche    | 1.25:340 | 1'24"946    | +1"486   |
| 6                       | 20 | Thierry Boutsen    | Benetton - Ford          | 1.25:250 | 1'25"004    | +1"544   |
| 7                       | 19 | Teo Fabi           | Benetton - Ford          | 1.26:894 | 1'25"020    | +1"560   |
| 8                       | 27 | Michele Alboreto   | Ferrari                  | 1.25:290 | 1'25"247    | +1"787   |
| 9                       | 7  | Riccardo Patrese   | Brabham - BMW            | 1.26:453 | 1'25"525    | +2"065   |
| 10                      | 8  | Andrea De Cesaris  | Brabham - BMW            | 1.40:285 | 1'26"802    | +3"342   |
| 11                      | 2  | Stefan Johansson   | McLaren - TAG Porsche    | 1.27:420 | 1'27"031    | +3"571   |
| 12                      | 17 | Derek Warwick      | Arrows - Megatron        | 1'27"543 | 1.28:083    | +4"083   |
| 13                      | 18 | Eddie Cheever      | Arrows - Megatron        | 1.29:273 | 1'28"022    | +4"562   |
| 14                      | 12 | Satoru Nakajima    | Lotus - Honda            | 1.28:463 | 1'28"160    | +4"700   |
| 15                      | 25 | René Arnoux        | Ligier - Megatron        | 1'28"946 | senza tempo | +5"486   |
| 16                      | 10 | Christian Danner   | Zakspeed                 | 1.30:389 | 1'29"465    | +6"005   |
| 17                      | 9  | Martin Brundle     | Zakspeed                 | 1.30:144 | 1'29"725    | +6"265   |
| 18                      | 24 | Alessandro Nannini | Minardi - Motori Moderni | 1'29"738 | 1.31:069    | +6"278   |
| 19                      | 26 | Piercarlo Ghinzani | Ligier - Megatron        | 1'29"898 | senza tempo | +6"438   |
| 20                      | 23 | Adrián Campos      | Minardi - Motori Moderni | 1.31:094 | 1'30"782    | +7"322   |
| 21                      | 21 | Alex Caffi         | Osella - Alfa Romeo      | 1.32:768 | 1'31"029    | +7"569   |
| 22                      | 3  | Jonathan Palmer    | Tyrrell - Ford           | 1.34:218 | 1'33"028    | +9"568   |
| 23                      | 30 | Philippe Alliot    | Lola Larrousse - Ford    | 1.34:748 | 1'33"170    | +9"710   |
| 24                      | 4  | Philippe Streiff   | Tyrrell - Ford           | 1.34:760 | 1'33"264    | +9"804   |
| 25                      | 16 | Ivan Capelli       | March - Ford             | 1.34:205 | 1'33"311    | +9"851   |
| 26                      | 22 | Franco Forini      | Osella - Alfa Romeo      | 1.34:467 | 1'33"816    | +10"356  |
| Vetture non qualificate |    |                    |                          |          |             |          |
| NQ                      | 14 | Pascal Fabre       | AGS - Ford               | 1.38:460 | 1'35"721    | +12"261  |
| NQ                      | 32 | Nicola Larini      | Coloni - Ford            | 1.39:393 | 1'36"679    | +13"219  |

## Ordine d'arrivo
| Pos    | N° | Pilota             | Costruttore              | Giri | Tempo/Ritiro         | Partenza | Punti |
| ------ | -- | ------------------ | ------------------------ | ---- | -------------------- | -------- | ----- |
| 1      | 6  | Nelson Piquet      | Williams - Honda         | 50   | 1h14'47"707          | 1        | 9     |
| 2      | 12 | Ayrton Senna       | Lotus - Honda            | 50   | + 1"806              | 4        | 6     |
| 3      | 5  | Nigel Mansell      | Williams - Honda         | 50   | + 49"036             | 2        | 4     |
| 4      | 28 | Gerhard Berger     | Ferrari                  | 50   | + 57"979             | 3        | 3     |
| 5      | 20 | Thierry Boutsen    | Benetton - Ford          | 50   | + 1'21"319           | 6        | 2     |
| 6      | 2  | Stefan Johansson   | McLaren - TAG Porsche    | 50   | + 1'28"787           | 11       | 1     |
| 7      | 19 | Teo Fabi           | Benetton - Ford          | 49   | + 1 giro             | 7        |       |
| 8      | 26 | Piercarlo Ghinzani | Ligier - Megatron        | 48   | + 2 giri             | 19       |       |
| 9      | 10 | Christian Danner   | Zakspeed                 | 48   | + 2 giri             | 16       |       |
| 10     | 25 | René Arnoux        | Ligier - Megatron        | 48   | + 2 giri             | 15       |       |
| 11     | 11 | Satoru Nakajima    | Lotus - Honda            | 47   | + 3 giri             | 14       |       |
| 12 (1) | 4  | Philippe Streiff   | Tyrrell - Ford           | 47   | + 3 giri             | 24       |       |
| 13 (2) | 16 | Ivan Capelli       | March - Ford             | 47   | + 3 giri             | 25       |       |
| 14 (3) | 3  | Jonathan Palmer    | Tyrrell - Ford           | 47   | + 3 giri             | 22       |       |
| 15     | 1  | Alain Prost        | McLaren - TAG Porsche    | 46   | + 4 giri             | 5        |       |
| 16     | 24 | Alessandro Nannini | Minardi - Motori Moderni | 45   | + 5 giri             | 18       |       |
| Rit    | 9  | Martin Brundle     | Zakspeed                 | 43   | Cambio               | 17       |       |
| Rit    | 30 | Philippe Alliot    | Lola Larrousse - Ford    | 37   | Foratura             | 23       |       |
| Rit    | 23 | Adrián Campos      | Minardi - Motori Moderni | 34   | Motore               | 20       |       |
| Rit    | 18 | Eddie Cheever      | Arrows - Megatron        | 27   | Problemi al semiasse | 13       |       |
| Rit    | 22 | Franco Forini      | Osella - Alfa Romeo      | 27   | Problemi al turbo    | 26       |       |
| Rit    | 21 | Alex Caffi         | Osella - Alfa Romeo      | 16   | Sospensione          | 21       |       |
| Rit    | 27 | Michele Alboreto   | Ferrari                  | 13   | Problemi al turbo    | 8        |       |
| Rit    | 17 | Derek Warwick      | Arrows - Megatron        | 9    | Problemi elettrici   | 12       |       |
| Rit    | 8  | Andrea De Cesaris  | Brabham - BMW            | 7    | Sospensione          | 10       |       |
| Rit    | 7  | Riccardo Patrese   | Brabham - BMW            | 5    | Motore               | 9        |       |
| NQ     | 32 | Nicola Larini      | Coloni - Ford            |      | Non Qualificato      |          |       |
| NQ     | 14 | Pascal Fabre       | AGS - Ford               |      | Non Qualificato      |          |       |

Tra parentesi le posizioni valide per il Jim Clark Trophy, per le monoposto con motori N/A

## Classifiche

### Piloti
| *  | Pilota            | Punti |
| -- | ----------------- | ----- |
| 1  | Nelson Piquet     | 63    |
| 2  | Ayrton Senna      | 49    |
| 3  | Nigel Mansell     | 43    |
| 4  | Alain Prost       | 31    |
| 5  | Stefan Johansson  | 20    |
| 6  | Gerhard Berger    | 12    |
| 7  | Thierry Boutsen   | 10    |
| 8  | Michele Alboreto  | 8     |
| 9  | Teo Fabi          | 7     |
| 10 | Satoru Nakajima   | 6     |
| 11 | Andrea De Cesaris | 4     |
| 12 | Eddie Cheever     | 4     |
| 13 | Jonathan Palmer   | 4     |
| 14 | Philippe Streiff  | 4     |
| 15 | Derek Warwick     | 3     |
| 16 | Martin Brundle    | 2     |
| 17 | Riccardo Patrese  | 2     |
| 18 | René Arnoux       | 1     |
| 19 | Ivan Capelli      | 1     |
| 20 | Philippe Alliot   | 1     |

### Costruttori
| *  | Team                  | Punti |
| -- | --------------------- | ----- |
| 1  | Williams - Honda      | 106   |
| 2  | Lotus - Honda         | 55    |
| 3  | McLaren - TAG Porsche | 51    |
| 4  | Ferrari               | 20    |
| 5  | Benetton - Ford       | 17    |
| 6  | Tyrrell - Ford        | 8     |
| 7  | Arrows - Megatron     | 7     |
| 8  | Brabham - BMW         | 6     |
| 9  | Zakspeed              | 2     |
| 10 | Ligier - Megatron     | 1     |
| 11 | March - Ford          | 1     |
| 12 | Lola Larrousse - Ford | 1     |

### Trofeo Jim Clark
| Pos | Pilota           | Punti |
| --- | ---------------- | ----- |
| 1   | Jonathan Palmer  | 65    |
| 2   | Philippe Streiff | 54    |
| 3   | Pascal Fabre     | 35    |
| 4   | Philippe Alliot  | 25    |
|     | Ivan Capelli     | 25    |

### Trofeo Colin Chapman
| Pos | Team           | Punti |
| --- | -------------- | ----- |
| 1   | Tyrrell-Ford   | 119   |
| 2   | AGS-Ford       | 35    |
| 3   | Larrousse-Ford | 25    |
|     | March-Ford     | 25    |